# Brian Stableford
Brian Michael Stableford (Shirley, 25 de julho de 1948 – 24 de janeiro de 2024) foi um escritor britânico de ficção científica, com mais de 50 romances publicados.

## História
Nascido em Shipley, West Yorkshire, Yorkshire, Stableford graduou-se em biologia pela University of York em 1969. Posteriormente, fez pós-graduação em pesquisa de biologia, e em sociologia. Em 1979, obteve um Ph.D. com uma tese sobre "The Sociology of Science Fiction". Até 1988, trabalhou como palestrante em sociologia na University of Reading. Desde então, tem sido escritor em tempo integral e palestrante eventual para temas que envolvam criação literária. Casou-se duas vezes e teve uma filha e um filho do primeiro casamento.

## Obras
Seus primeiros livros foram publicados com o nome de Brian M. Stableford, mas os mais recentes descartaram a inicial do meio e aparecem apenas sob o nome Brian Stableford. Também usou o pseudônimo Brian Craig em duas de suas primeiras obras, e de novo umas poucas vezes em obras mais recentes. O pseudônimo originou-se dos prenomes dele e de um amigo de escola na década de 1960, Craig A. Mackintosh, com o qual publicou conjuntamente alguns de seus primeiros trabalhos.

### Ficção

#### Séries
- Dies Irae
  - 1 The Days of Glory (1971)
  - 2 In the Kingdom of the Beasts (1971)
  - 3 Day of Wrath (1971)

- Hooded Swan (Grainger)
  - 1 The Halcyon Drift (1972)
  - 2 Rhapsody in Black (1973)
  - 3 Promised Land (1974)
  - 4 The Paradise Game (1974)
  - 5 The Fenris Device (1974)
  - 6 Swan Song (1975)

- Daedalus Mission
  - 1 The Florians (1976)
  - 2 Critical Threshold (1977)
  - 3 Wildeblood's Empire (1977)
  - 4 The City of the Sun (1978)
  - 5 Balance of Power (1979)
  - 6 'The Paradox of the Sets (1979)

- Asgard
  - 1a Journey to the Center (1982)
  - 1b Asgard's Secret (2004), grande revisão do romance original
  - 2 Invaders from the Centre (1990) ou Asgard's Conquerors
  - 3 The Centre Cannot Hold (1990) ou Asgard's Heart

- Orfeo (como Brian Craig)
  - Zaragoz (1989)
  - Plague Daemon (1990)
  - Storm Warriors (1991)

- David Lydyard (Werewolves)
  - 1 The Werewolves of London (1990)
  - 2 The Angel of Pain (1991)
  - 3 The Carnival of Destruction (1994)

- Genesys
  - 1 Serpent's Blood (1995)
  - 2 Salamander's Fire (1996)
  - 3 Chimera's Cradle (1997)

- Emortality (escrito fora da ordem de leitura)
  - 2 Inherit the Earth (1998)
  - 4 Architects of Emortality (1999)
  - 5 Fountains of Youth (2000)
  - 1 The Cassandra Complex (2001)
  - 3 Dark Ararat (2002)
  - 6 The Omega Expedition (2002)

#### Outros romances
- Cradle of the Sun (1969)
- The Blind Worm (1970)
- To Challenge Chaos (1972)
- The Realms of Tartarus
  - The Face of Heaven (1976)
  - A Vision of Hell (1979)
  - A Glimpse of Infinity (1979)
- Man in a Cage (1975)
- The Mind-Riders (1976)
- The Last Days of the Edge of the World (1978)
- The Walking Shadow (1979)
- Optiman [aka War Games (1981 UK)](1980)
- The Castaways of Tanagar (1981)
- The Gates of Eden (1983)
- The Empire of Fear (1988)
- Ghost Dancers (1991) (como Brian Craig)
- Slumming in Voodooland (1991)
- Young Blood (1992)
- The Innsmouth Heritage (1992) [antologia de contos]
- Firefly: A Novel of the Far Future  (1994)
- The Hunger and Ecstasy of Vampires (1996) - publicado originalmente na revista Interzone:
  - The Hunger and Ecstasy of Vampires (Parte 1 de 2) (1995)
  - The Hunger and Ecstasy of Vampires (Parte 2 de 2) (1995)
- Year Zero (2000)
- The Wine Of Dreams (2000) (como "Brian Craig")
- Pawns of Chaos (2001) (como "Brian Craig")
- The Eleventh Hour (2001)
- Curse of the Coral Bride (2004) com Donna Scot
- Kiss the Goat (2005)
- The Stones of Camelot (2006) ISBN 1-932983-69-4
- The New Faust at the Tragicomique (2007) ISBN 978-1-932983-91-3

#### Coletâneas
- The Cosmic Perspective/Custer's Last Stand (1985)
- Sexual Chemistry: Sardonic Tales of the Genetic Revolution (1991)
- Fables and Fantasies (1996)
- Complications & Other Science Fiction Stories (2003)
- Salome and Other Decadent Fantasies (2004)
- Designer Genes: Tales of the Biotech Revolution (2004)
- The Wayward Muse (2005) ISBN 1-932983-45-7

### Como tradutor
- Vampire City (1999) (La Ville Vampire de Paul Féval (pai) (1874)) ISBN 0-9740711-6-1
- Knightshade (2001) (Le Chevalier Ténèbre de Paul Féval (1860)) ISBN 0-9740711-4-5
- Lumen (2002) (Lumen de Camille Flammarion (1867)) ISBN 0-8195-6567-9
- Nightmares of an Ether-Drinker (2002) (Sensations et Souvenirs de Jean Lorrain (1895)) ISBN 1-872621-65-1
- The Vampire Countess (2003) (La Vampire de Paul Féval (1865)) ISBN 0-9740711-5-3
- The Scaffold (2004) (Contes Cruels de Auguste Villiers de l'Isle-Adam (1883)) ISBN 1-932983-01-5
- The Vampire Soul (2004) (Tribulat Bonhomet de Auguste Villiers de l'Isle-Adam (1887)) ISBN 1-932983-02-3
- The Wandering Jew's Daughter (2005) (La Fille du Juif Errant de Paul Féval (1863)) ISBN 1-932983-30-9
- John Devil (2005) (Jean Diable by Paul Féval (1861)) ISBN 1-932983-15-5
- The Black Coats: 'Salem Street (2005) (Les Habits Noirs: La Rue de Jérusalem de Paul Féval (1868)) ISBN 1-932983-46-5
- Revenants (2006) (Le Livre des Mystères de Paul Féval (1852)) ISBN 1-932983-70-8
- The Black Coats: The Invisible Weapon (2006) (Les Habits Noirs: L'Arme Invisible de Paul Féval (1869)) ISBN 1-932983-80-5
- News from the Moon: Nine French proto-science fiction stories from 1768 to 1902 (2007) ISBN 978-1-932983-89-0
- Felifax the Tiger-Man (2007) (Félifax de Paul Féval (filho) (1929)) ISBN 978-1-932983-88-3
- The Nyctalope vs. Lucifer (2007) (Le Nyctalope: Lucifer de Jean de La Hire (1921)) ISBN 978-1-932983-98-2
- Anne of the Isles (2007) (Contes de Bretagne de Paul Féval (1844)) ISBN 978-1-932983-92-0
- The Vampire and the Devil's Son (2007) (La Baronne Trépassée de Pierre Alexis Ponson du Terrail (1852)) ISBN 978-1-932983-55-5
- Captain Vampire (2007) (Le Capitaine Vampire de Marie Nizet (1879)) ISBN 978-1-934543-01-6
- The Vampires of Mars (2008) (Le Prisonnier de la Planète Mars e La Guerre des Vampires de Gustave Le Rouge (1908)) ISBN 978-1-934543-30-6

### Como editor

#### Séries de antologias
- Decadence
  - 1 The Daedalus Book of Decadence (Moral Ruins) (1990)
  - 2 The Second Daedalus Book of Decadence: The Black Feast (1992)

#### Antologias
- Tales of the Wandering Jew (1991)
- The Dedalus Book of British Fantasy: The 19th Century (1991)
- The Dedalus Book of Femmes Fatales (1992)

### Não-ficção
- The Mysteries of Science Fiction (1977)
- A Clash of Symbols: The Triumph of James Blish (1979)
- 'Masters of Science-Fiction: Essays on Science-Fiction Authors (1981)
- The Science in Science Fiction (1982) com David Langford e Peter Nicholls
- Future Man: Brave New World or Genetic Nightmare? (1984)
- The Scientific Romance in Britain 1890-1950 (1985)
- The Sociology of Science Fiction (1985)
- The Way to Write Science Fiction (1985)
- The Third Millennium: A History of the World AD 2000-3000 (1985) com David Langford
- Opening Minds: Essays on Fantastic Literature (1995)
- Outside the Human Aquarium: Masters of Science Fiction, Second Edition (1995)
- Algebraic Fantasies and Realistic Romances: More Masters of Science Fiction (1995)
- Teach Yourself Writing Fantasy and Science Fiction (1998)
- The Dictionary of Science Fiction Places (1999)
- Historical Dictionary of Science Fiction Literature (Historical Dictionaries of Literature and the Arts, No. 1) (2004) ver notas do autor
- Historical Dictionary of Fantasy Literature (Historical Dictionaries of Literature and the Arts, No. 5) (2005) ver notas do autor

### Obras teóricas
- Scientific Romance in Britain 1890-1950 (1985) ( ISBN 0-947795-85-5 )
- Historical Dictionary of Science Fiction Literature (Historical Dictionaries of Literature and the Arts, No. 1) (2004) ( ISBN 0-8108-4938-0 )
- Science fiction fact and science fiction: an encyclopedia (2006)